# Atid (Harghita)
Atid (veraltet Eted; ungarisch Etéd) ist eine Gemeinde im Kreis Harghita, in der Region Siebenbürgen in Rumänien.

## Geographische Lage

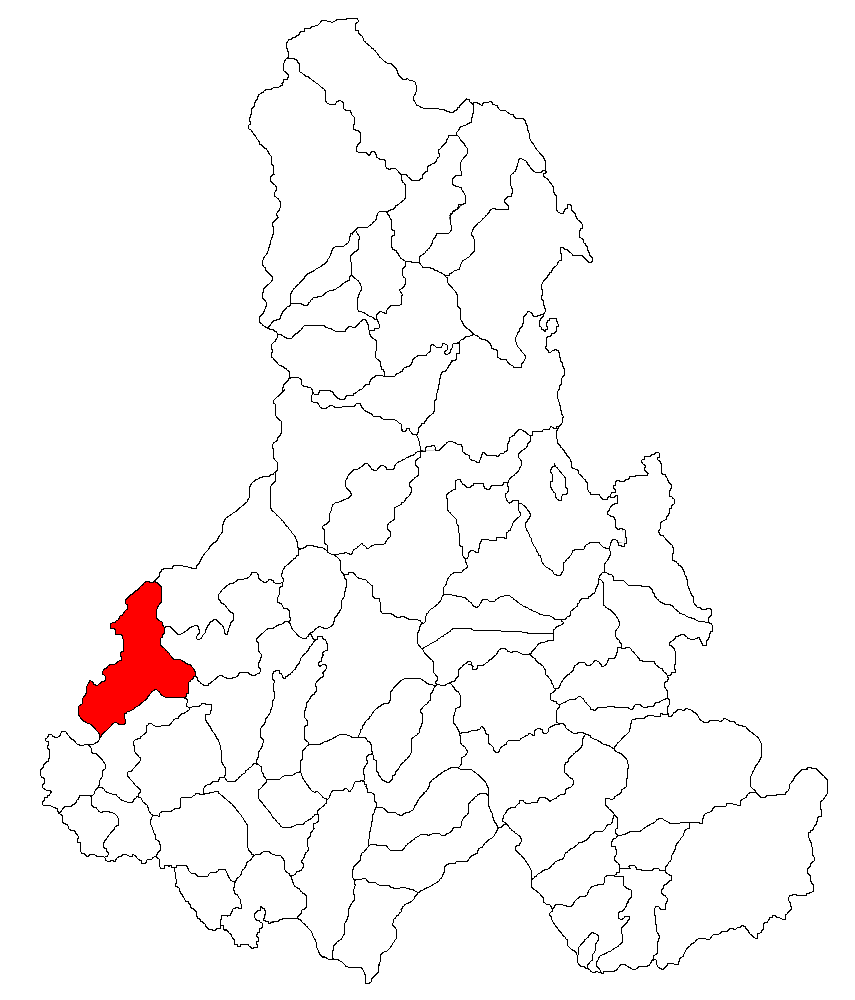
Lage der Gemeinde Atid im Kreis Harghita

Die Gemeinde Atid liegt in den Subkarpaten (Subcarpați), einem Vorland der Ostkarpaten. In der historischen Region Szeklerland im Westen des Kreises Harghita befindet sich der Ort Atid an der Mündung des Baches Firtuș in den Cușmed, einem linken Zufluss der Târnava Mică (Kleine Kokel). An der Kreisstraße (drum județean) DJ 136A liegt der Ort Atid 23 Kilometer östlich der Kleinstadt Sângeorgiu de Pădure (Sankt Georgen auf der Heide) im Kreis Mureș und etwa 80 Kilometer westlich von der Kreishauptstadt Miercurea Ciuc (Szeklerburg) entfernt.

## Geschichte
Der mehrheitlich von Szeklern bewohnte Ort Atid wurde erstmals 1566 urkundlich erwähnt. Auf dem Areal des von den Einheimischen Pârâului Cetății (ungarisch Várpatak) genannten Ortes wurde ein Erdwall noch keinem Zeitalter zugeordnet. Jedoch werden auf dem gesamten Gemeindegebiet archäologische Funde unterschiedlichen Zeitaltern zugeordnet. Die meisten davon befanden sich im eingemeindeten Dorf Șiclod (ungarisch Siklód). Nordöstlich des Dorfes wird auf einem andesitischen Tuffstein eine Burg mündlich erwähnt.
Auf dem Areal Várkert des eingemeindeten Dorfes Inlăceni (ungarisch Énlaka) befand sich das etwa zwei Hektar große römische Hilfstruppenlager, genannt Praetoria Augusta.
Zur Zeit des Königreichs Ungarn gehörte Atid dem Stuhlbezirk Székelykeresztúr in der Gespanschaft Udvarhely (rumänisch Comitatul Odorhei), anschließend dem historischen Kreis Odorhei und seit 1950 dem heutigen Kreis Harghita an.

## Bevölkerung
Die Bevölkerung der heutigen Gemeinde Atid entwickelte sich wie folgt:
| Volkszählung | Volkszählung | Ethnische Zusammensetzung | Ethnische Zusammensetzung | Ethnische Zusammensetzung | Ethnische Zusammensetzung |
| Jahr         | Bevölkerung  | Rumänen                   | Ungarn                    | Deutsche                  | andere                    |
| ------------ | ------------ | ------------------------- | ------------------------- | ------------------------- | ------------------------- |
| 1850         | 5.203        | 150                       | 4.849                     | -                         | 204                       |
| 1941         | 5.828        | -                         | 5.659                     | 3                         | 166                       |
| 2002         | 2.837        | 14                        | 2.791                     | -                         | 32                        |
| 2011         | 2.705        | 10                        | 2.283                     | -                         | 412                       |
| 2021         | 2.594        | 7                         | 2.286                     | -                         | 301 (34 Roma)             |

Seit 1850 wurde auf dem Gebiet der heutigen Gemeinde Atid die höchste Einwohnerzahl und die der Magyaren 1941 ermittelt. Die höchste Anzahl der Rumänen wurde 1850, der Deutschsprechenden (34) 1880 und die der Roma (227) 1977 registriert.

## Sehenswürdigkeiten
- Im Gemeindezentrum stehen die reformierte Kirche und der Glockenturm,[8] 1678 errichtet und 1797 umgebaut, laut dem Verzeichnis historischer Denkmäler des Ministeriums für Kultur und nationales Erbe (Ministerul Culturii și Patrimoniului Național) unter Denkmalschutz.[9]
- Im eingemeindeten Dorf Cușmed (ungarisch Küsmöd) stehen die reformierte Kirche,[10] im 13. Jahrhundert errichtet, im 18. Jahrhundert umgebaut, und der Holzglockenturm, 1747 errichtet, unter Denkmalschutz.[9]
- In Cușmed steht das Haus des Töpfers Zsigmond Bereczki, 1858 errichtet, unter Denkmalschutz.[9]
- Im eingemeindeten Dorf Inlăceni steht die unitarische Kirche,[11] im 15. Jahrhundert errichtet, im 19. Jahrhundert umgebaut, unter Denkmalschutz.[9] Der Glockenturm wurde 1688 errichtet, die Ringmauer 1753.
- Im eingemeindeten Dorf Șiclod steht der Holzglockenturm der reformierten Kirche, 1784 errichtet,[12] unter Denkmalschutz.[9]
- Auf dem Gebiet des eingemeindeten Dorfes Inlăceni (Énlaka) sind Reste des römischen Steinkastells Praetoria Augusta zu erkennen.

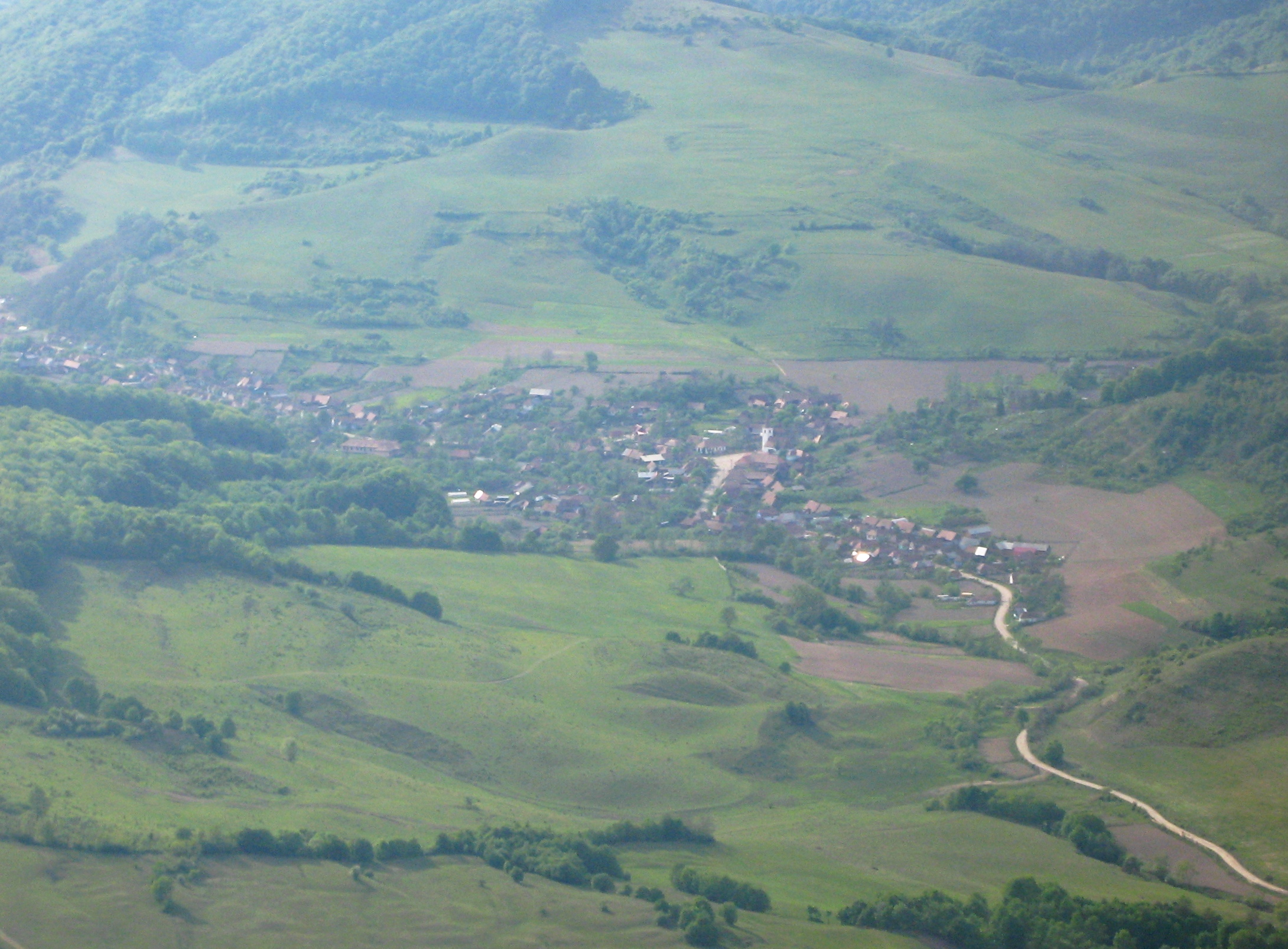
Blick auf Atid
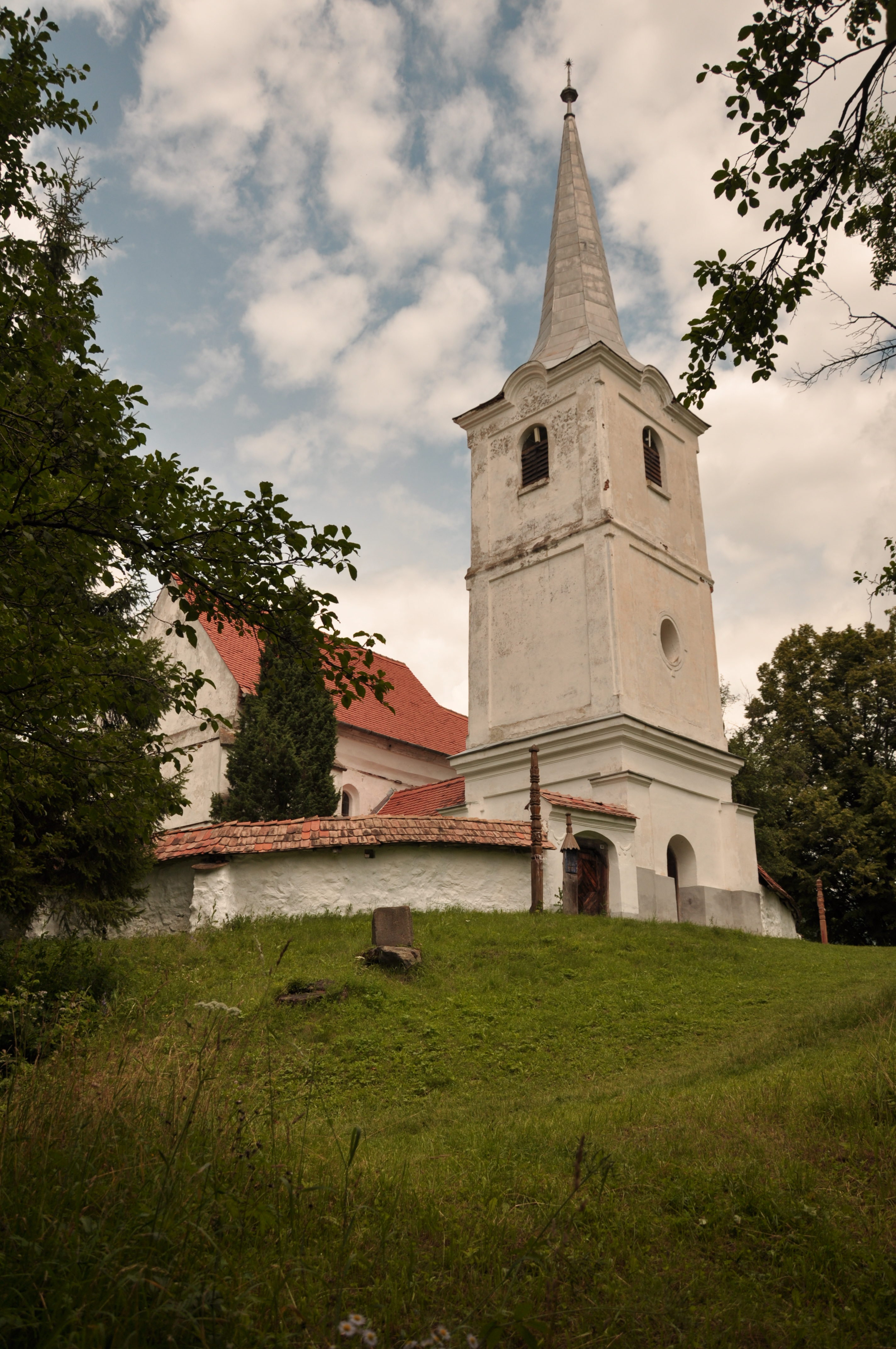
Unitarische Kirche in Inlăceni…
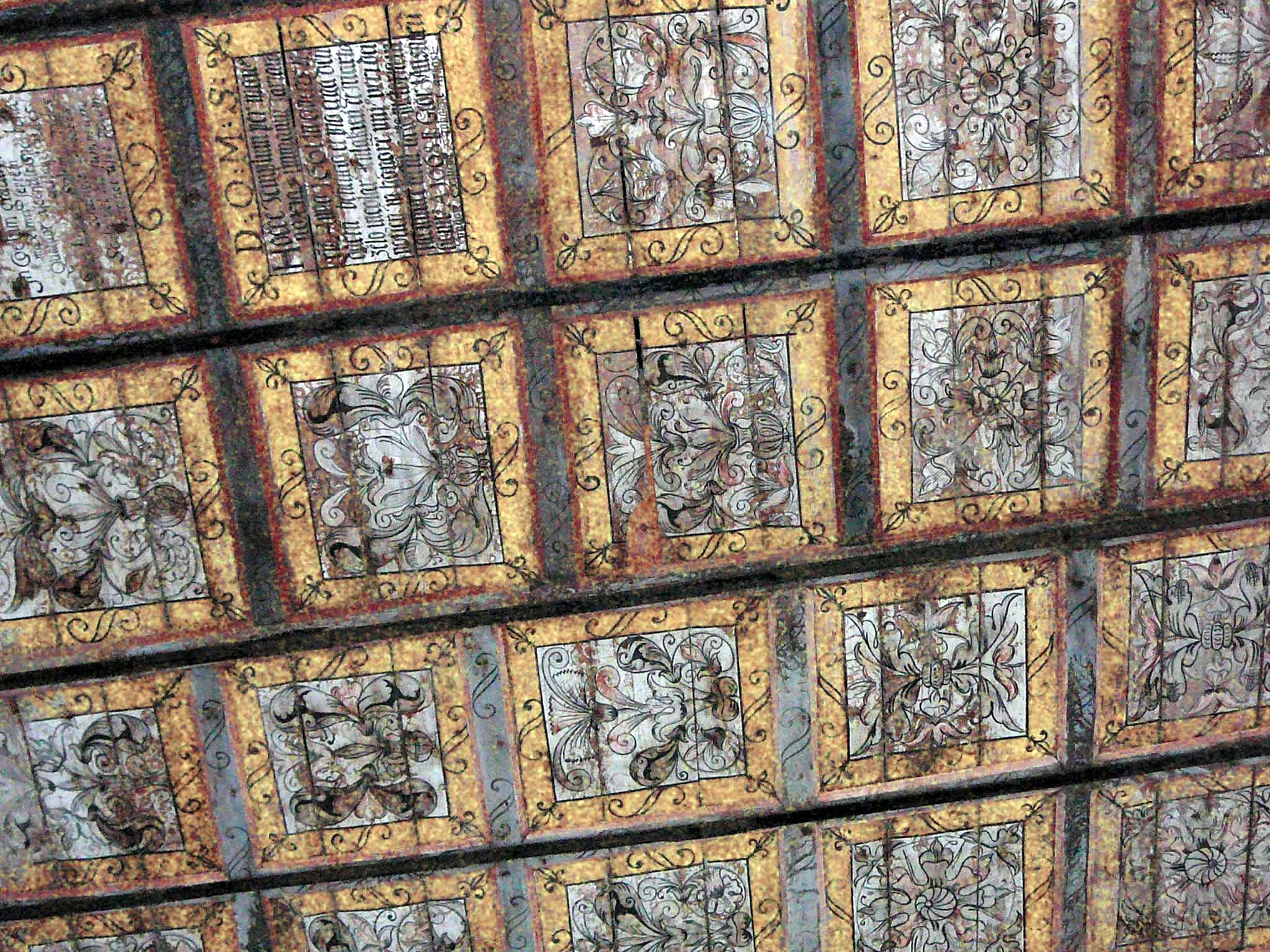
… und deren Kassettendecke
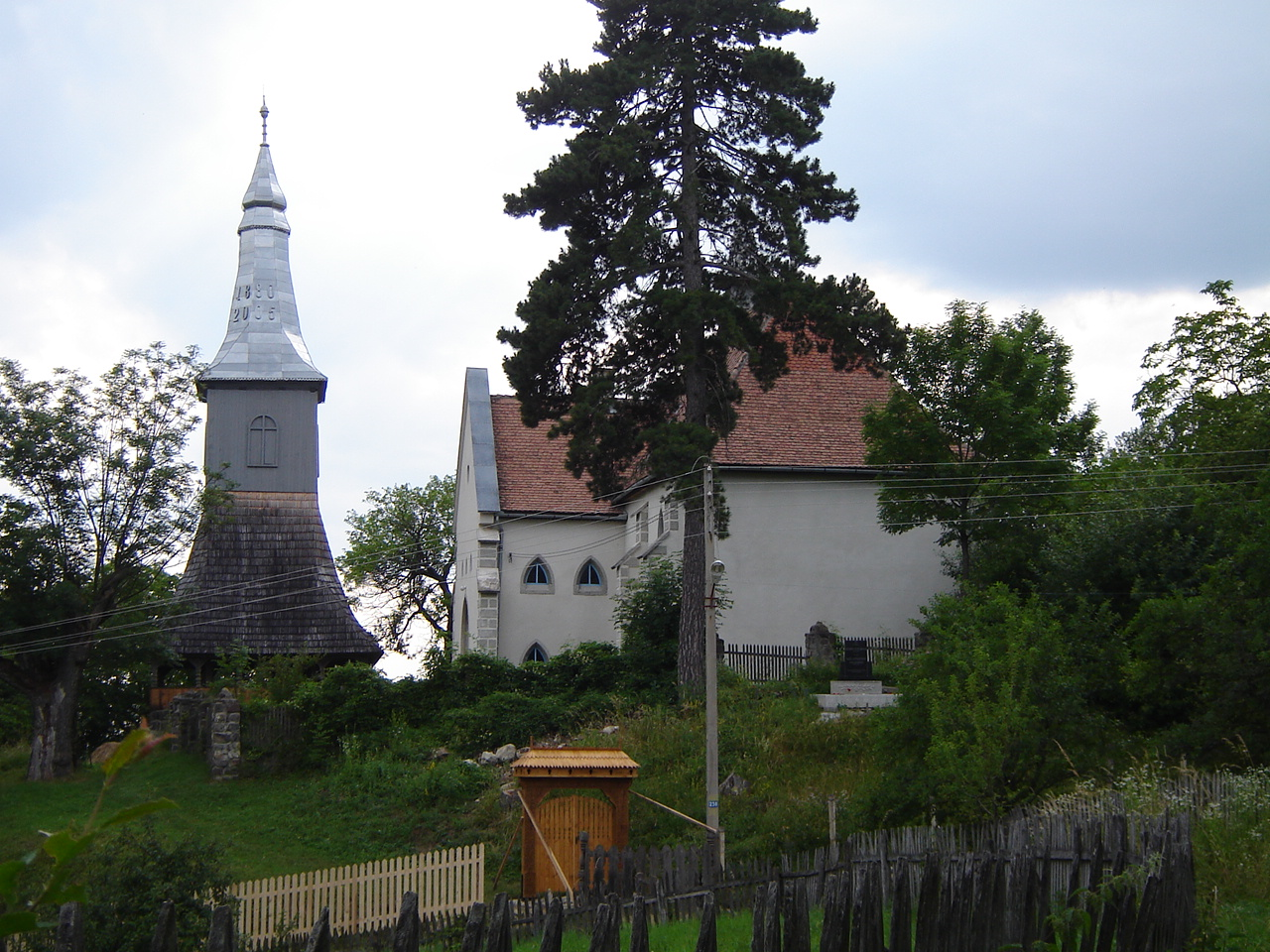
Holzglockenturm und Kirche in Șiclod

## Städtepartnerschaft
Die Gemeinde Aitid mit deren eingemeindeten Dörfern pflegen Partnerschaften mit den niederländischen Orten Hardenberg und Tricht, und den ungarischen Orten Hollókő, Jászivány, Kazár, Kondoros, Sárszentlőrinc, Zalaapáti, dem V. Budapester Bezirk und Ete im Kreis Kisbér.